# Belgische gemeenteraadsverkiezingen 1895
De Belgische gemeenteraadsverkiezingen van 1895 vonden plaats op zondag 17 november 1895. Op zondag 24 november was er een tweede verkiezing, voor raadsleden verkozen door enerzijds werkgevers en anderzijds werknemers. Dit was nieuw bij deze verkiezingen. De hervormingen kwamen er na de invoering van algemeen meervoudig stemrecht bij de parlementsverkiezingen, toegepast bij de wetgevende verkiezingen van 1894.
De vorige verkiezingen vonden plaats op 19 en 26 oktober 1890. Onder de geldende wetgeving diende elke drie jaar de helft van de gemeenteraden vernieuwd te worden, met andere worden in oktober 1893. De verkiezing werd bij wet van 14 juli 1893 uitgesteld tot oktober 1894. Echter in uitvoering van de wet van 11 april 1894 werd de verkiezing opnieuw uitgesteld om tijd te maken voor kieswethervorming. Uiteindelijk werden de gemeenteraadsverkiezingen gepland op 17 november 1985.
De gemeenteraden van alle 2.604 Belgische gemeenten werden integraal verkozen. De raadsleden worden verkozen voor een termijn van acht jaar, maar de raad wordt elke vier jaar voor de helft herverkozen (twee series). Dit was dus een verlenging van 6 (2x3) naar 8 (2x4) jaar. De eerste reeks werd verkozen tot 1 januari 1900 (opnieuw te verkiezen in oktober 1899) en de tweede reeds werd verkozen tot 1 januari 1904 (opnieuw te verkiezen in oktober 1903).
De wet van 12 september 1895 op de gemeenteverkiezingen wijzigde heel wat. De opkomstplicht werd ingevoerd en de evenredige vertegenwoordiging werd deels geïntroduceerd. Wie een absolute meerderheid behaalde, haalde alle zetels binnen (meerderheidsstelsel). Slechts als geen enkele partij over de volstrekte meerderheid beschikte, werd het systeem van de evenredige vertegenwoordiging toegepast.
Het aantal gemeenteraadsleden werd bepaald door de Gemeentewet van 1836.

## Uitslagen
| Stad      | Totaal | Katholieken | Liberalen | Socialisten | Zittend burgemeester                                                            |
| --------- | ------ | ----------- | --------- | ----------- | ------------------------------------------------------------------------------- |
| Antwerpen | 39     | 19          | 20        | -           | Jan Van Rijswijck, liberaal                                                     |
| Bergen    | 23     | 6           | 17        | -           | Henri Sainctelette, liberaal                                                    |
| Brussel   | 39     | 12          | 15        | 12          | Karel Buls, liberaal                                                            |
| Doornik   | 23     | 11          | 12        | -           | Victor Carbonnelle, liberaal                                                    |
| Gent      | 39     | 12          | 13        | 14          | Hippolyte Lippens, liberaal (aftredend); Emile Braun, liberaal (nieuw verkozen) |
| Luik      | 39     | 14          | 13        | 12          | Léon Gérard, liberaal                                                           |